# Jérémie Pellet
 (janvier 2022).
L'article doit être relu — et modifié si nécessaire — par des contributeurs indépendants pour apporter un regard critique aux contributions effectuées en violation des conditions d'utilisation de Wikipédia, tant sur la forme (notamment concernant le style encyclopédique, la proportionnalité) que sur le fond (la neutralité de point de vue, la qualité et l'indépendance des sources).
 (janvier 2022).
 (janvier 2022).
La mise en forme du texte ne suit pas les recommandations de Wikipédia : il faut le « wikifier ».
Les points d'amélioration suivants sont les cas les plus fréquents :
- Les titres sont pré-formatés par le logiciel. Ils ne sont ni en capitales, ni en gras.
- Le texte ne doit pas être écrit en capitales (les noms de famille non plus), ni en gras, ni en italique, ni en « petit »…
- Le gras n'est utilisé que pour surligner le titre de l'article dans l'introduction, une seule fois.
- L'italique est rarement utilisé : mots en langue étrangère, titres d'œuvres, noms de bateaux, etc.
- Les citations ne sont pas en italique mais en corps de texte normal. Elles sont entourées par des guillemets français : « et ».
- Les listes à puces sont à éviter, des paragraphes rédigés étant largement préférés. Les tableaux sont à réserver à la présentation de données structurées (résultats, etc.).
- Les appels de note de bas de page (petits chiffres en exposant, introduits par l'outil «  Source ») sont à placer entre la fin de phrase et le point final[comme ça].
- Les liens internes (vers d'autres articles de Wikipédia) sont à choisir avec parcimonie. Créez des liens vers des articles approfondissant le sujet. Les termes génériques sans rapport avec le sujet sont à éviter, ainsi que les répétitions de liens vers un même terme.
- Les liens externes sont à placer uniquement dans une section « Liens externes », à la fin de l'article. Ces liens sont à choisir avec parcimonie suivant les règles définies. Si un lien sert de source à l'article, son insertion dans le texte est à faire par les notes de bas de page.
- La présentation des références doit suivre les conventions bibliographiques. Il est recommandé d'utiliser les modèles {{Ouvrage}}, {{Chapitre}}, {{Article}}, {{Lien web}} et/ou {{Bibliographie}}. Le mode d'édition visuel peut mettre en forme automatiquement les références.
- Insérer une infobox (cadre d'informations à droite) n'est pas obligatoire pour parachever la mise en page.

Pour une aide détaillée, merci de consulter Aide:Wikification.
Si vous pensez que ces points ont été résolus, vous pouvez retirer ce bandeau et améliorer la mise en forme d'un autre article.
Pour les articles homonymes, voir Pellet (homonymie).
Jérémie Pellet est un haut fonctionnaire français né le 3 juin 1978 à Saint-Martin-d'Hères.

## Biographie

### Origines et formation
Né de parents médecins, il est originaire de Grenoble.
Diplômé de l’institut d’études politiques de Strasbourg en 1999,  il est ensuite reçu au concours de Secrétaire des Affaires étrangères et entre au Quai d'Orsay à l'âge de 22 ans où il réalise sa première mission à Bruxelles, au sein de la représentation permanente de l'OTAN, au moment de la présidence française de l'Union européenne (UE).
Il effectue ensuite son service militaire, avant d’être reçu à l’École Nationale d’Administration (ENA) au sein de la « promotion Senghor ».

### Carrière professionnelle
À sa sortie de l’ENA, il rejoint le ministère de l’Économie et des Finances. Après avoir passé trois ans au bureau du contrôle des concentrations et des aides de la direction générale de la concurrence, de la consommation et de la répression des fraudes, il intègre CDC Entreprises (aujourd’hui Bpifrance Investissement), filiale de capital-investissement du groupe Caisse des Dépôts, comme directeur d’investissement, où il gère un portefeuille de participations dans le Sud de la France, en Corse, en Outre-Mer et au Maghreb, les relations avec Proparco et les fonds de capital-investissement communs avec l’Agence française de développement en outre-mer.
En 2009, Jérémie Pellet intègre BNP Paribas comme responsable des affaires réglementaires de la banque de financement et d’investissement, chargé notamment de la mise en place de Bâle 3, avant de rejoindre en 2012 le département de marché « taux, obligations et changes » (Fixed Income) de la banque. Il rejoint Manuel Valls à son arrivée à Matignon en 2014 comme conseiller chargé du financement de l’économie pour suivre les sujets économiques et financiers, dont la loi Macron, la loi Sapin II, la création de Business France et d’Expertise France.
Il est nommé en 2016 directeur général délégué de l’Agence Française de Développement (AFD), chargé des activités de l’agence avec les collectivités locales, les entreprises publiques, le secteur privé et les ONG, et de coordonner la stratégie, la communication, les partenariats, la recherche et l’innovation. Il était à ce titre vice-président du Conseil d’administration de Proparco, la filiale secteur privé du groupe AFD, et président de son comité d’investissement. Il était également membre du conseil d’administration d’Expertise France et de Bpifrance Financement.
Enfin, par décret du 28 novembre 2018, Jérémie Pellet est nommé à 40 ans Directeur général d’Expertise France, l’agence française d'expertise technique internationale. Sous son mandat, l’agence, qui connaît une forte croissance, devait « contribuer à l’ambition du gouvernement de faire de l’aide publique au développement une priorité du quinquennat, avec des moyens renforcés, des priorités sectorielles et géographiques concentrées et une réorganisation du paysage de la coopération technique. Parmi les principales mesures annoncées [figuraient] la consolidation d’Expertise France et son intégration au sein d’un groupe Agence Française de Développement (AFD) élargi ».
A l’issue d’un premier mandat de trois ans, par décret en date du 27 novembre 2021, Jérémie Pellet est renouvelé dans ses fonctions de directeur général d’Expertise France à compter du 28 novembre 2021, à quelques semaines de l’intégration de celle-ci au groupe Agence française de développement (AFD). 

### Publications
« La pandémie révèle l’importance d’une coopération renforcée entre l’Union européenne et ses pays partenaires », Gaston Schwartz, Jean Van Wetter, Jérémie Pellet et Koen Doens, publié le 9 février 2021 sur euractiv.fr